# Lili Kraus
Lili Kraus   (Budapest, 3 d'abril de 1903 - Asheville, 6 de novembre de 1986) fou una pianista amb ciutadania britànica, d'origen txec-hongarès.
Estudià en la cèlebre Acadèmia de Música Ferenc Liszt, i en el conservatori de la seva ciutat natal amb Zoltán Kodály i Béla Bartók. En la dècada de 1930 es perfeccionà amb Severin Eisenberger, Eduard Steuermann a Viena i Artur Schnabel a Berlín.
Lili Kraus fou una gran intèrpret de Mozart i Beethoven. Fou catapultada a la fama per la seva col·laboració amb Szymon Goldberg en gires arreu del món. Fugí del nazisme el 1939, debutant a San Francisco.
El 1943, fou capturada en una gira per Java i internada en un camp de concentració japonès fins al 1945. Després de la guerra s'establí a Nova Zelanda, dedicant-se a l'ensenyança i les gires internacionals. Entre 1967 i 1983 fou professora a Fort Worth, per traslladar-se després a Asheville (Carolina del Nord), on morí el 1896.